# Białoruska Chrześcijańska Demokracja
Białoruska Chrześcijańska Demokracja (BChD) (biał. Беларуская хрысціянская дэмакратыя (БХД)) – niezarejestrowana białoruska partia polityczna o charakterze narodowo-konserwatywnym.

## Historia

### Poprzednicy
Partia nawiązuje do tradycji ugrupowania o tej samej nazwie, założonego w Wilnie w roku 1927 (od 1935 pod nazwą "Białoruskie Zjednoczenie Ludowe"). Jego poprzednikiem było założone w 1917 Zjednoczenie Chrześcijańsko-Demokratyczne, stworzone przez białoruskich katolików. Ugrupowanie działało na Zachodniej Białorusi do końca lat 30. i było jednym z największych ugrupowań politycznych mieszkających w RP Białorusinów. W odróżnieniu od innych ugrupowań białoruskich w II RP, mających charakter lewicowy lub proradziecki, BChD była partią centroprawicową. Partia dążyła do utworzenia na etnicznych terenach białoruskich niepodległej republiki demokratycznej, opowiadała się za poszanowaniem prywatnej własności oraz była przeciwko rozdziałowi państwa od kościoła, deklarując dezaprobatę dla wykorzystania religii w celach politycznych. Negowała istnienie wewnątrz narodu białoruskiego walki klas. Ugrupowanie opowiadało się za ewolucyjnym rozwojem społeczeństwa oraz parlamentarnymi metodami walki politycznej. Należeć do niego mogli zarówno katolicy, jak i prawosławni. Z czasem partia ewoluowała w kierunku mniejszego klerykalizmu i większego akcentu na hasła socjalne. Do połowy lat 30. ilość jej członków konsekwentnie wzrastała.
W roku 1936 między Białoruskim Instytutem Gospodarki i Kultury, który funkcjonował jako filia Zjednoczenia, a Towarzystwem Szkoły Białoruskiej zostało zawarte porozumienie dotyczące wspólnej walki o szkolnictwo białoruskie, co spowodowało niezadowolenie władz polskich. Decyzją wojewody wileńskiego z grudnia 1936 r. działalność Białoruskiego Instytutu Gospodarki i Kultury została zawieszona, zaś 27 stycznia 1937 r. rozwiązano go. W tym samym czasie w ugrupowaniu doszło do rozłamu – odeszła grupa konserwatystów na czele z ks. Wincentym Godlewskim. Po przyłączeniu Zachodniej Białorusi do Związku radzieckiego w 1939 roku partia została zdelegalizowana, a wielu jej członków represjonowano.

### Reaktywacja i współczesna działalność
Próby reaktywacji chrześcijańskiej demokracji na Białorusi podjęto w latach 90. XX wieku (patrz Białoruski Związek Chrześcijańsko-Demokratyczny), lecz wówczas skończyły się one niepowodzeniem; powstałe ugrupowania nie zdobyły znacznej ilości zwolenników i pod koniec lat 90. przestały istnieć. Na początku lat 2000. grupa byłych aktywistów Młodego Frontu na czele z Pawłem Siewiaryncem wystąpiła z inicjatywą odrodzenia Białoruskiej Chrześcijańskiej Demokracji. Komitet organizacyjny BChD powstał w roku 2004 i rozpoczął aktywna działalność w 2005. Mimo szeregu prób (podjętych w latach 2007, 2009 i 2012), partii nie udało się uzyskać oficjalnej rejestracji, i oficjalnie ona występuje jako Komitet organizacyjny BChD. Mimo braku rejestracji, partia jest aktywna w białoruskim życiu politycznym. Jej członkowie biorą udział w opozycyjnych demonstracjach, prowadzą liczne kampanie polityczne, uczestniczą w organizacji Czarnobylskiego szlaku – corocznego marszu, upamiętniającego katastrofę w Czarnobylu.
Najbardziej znane kampanie spośród organizowanych przez BChD miały miejsce w latach 2007–2008. Były to kampania na rzecz wolności sumienia oraz kampania przeciwko okultyzmowi w mediach. W ramach pierwszej z nich zebrano ponad 50 000 podpisów obywateli pod wnioskiem o wprowadzenie zmian do ustawy "O wolności sumienia", która, według chrześcijańskich demokratów, w swojej obecnej postaci istotnie ogranicza prawa kościołów chrześcijańskich. Zaproponowane zmiany nie zostały wprowadzone. W ramach drugiej kampanii zbierano podpisy i organizowano akcje protestacyjne celem wprowadzenia zakazu reklamy w mediach praktyk okultystycznych. Według strony internetowej BChD, inicjatywa uzyskała poparcie zwierzchnika Cerkwi Prawosławnej na Białorusi metropolity Filareta oraz wszystkich protestanckich biskupów Białorusi.  W sierpniu 2008 Izba Reprezentantów zatwierdziła nową redakcją ustawy "O reklamie", w której zakazano reklamę działalności wróżbitów, hipnotyzerów, spirytystów, astrologów etc., co odpowiadało wymaganiom chrześcijańskich demokratów.
W 2009 roku BChD weszła do Białoruskiego Bloku Niepodległościowego. Kandydatem BChD na wyborach prezydenckich 2010 roku był Wital Rymaszeuski, który według oficjalnych danych uzyskał 1.1% głosów. Według niezależnej służby socjologicznej NISEPI, jego wynik wynosił 3.7%.
Ugrupowanie było współzałożycielem utworzonej 9 stycznia 2011 roku Narodowej Koordynacyjnej Rady Opozycji, której zadaniem jest domagać się uwolnienia ludzi aresztowanych z przyczyn politycznych, informować obywateli Białorusi i wspólnotę międzynarodową, domagać się powrotu Białorusi na drogę prawa i demokracji, a także tworzyć warunki do przeprowadzenia w kraju wolnych i demokratycznych wyborów.
Partia ma czterech współprzewodniczących, którymi są Georgi Dmitruk, Wital Rymaszeuski, Dzianis Sadouski i Pawał Siewiaryniec (były przewodniczący Młodego Frontu, w 2005–2007 oraz od 2010 – więzień polityczny).

## Program i ideologia
Hasło ugrupowania brzmi: "Chrześcijańskie zasady – białoruski patriotyzm". Ugrupowanie zrzesza chrześcijan różnych konfesji – zarówno katolików, jak prawosławnych i protestantów. Według ustawy partii, jej członkiem może zostać każdy pełnoletni obywatel Białorusi niezależnie od wyznania, o ile podziela chrześcijańskie ideały moralne i etyczne. Nadrzędnym celem partii jest niepodległe demokratyczne białoruskie państwo, zbudowane według chrześcijańskiego systemu wartości.
Istotne miejsce w programie i ideologii BChD zajmują kwestie praw człowieka i swobód, ze szczególnym uwzględnieniem wolności sumienia. BChD opowiada się za narodowym odrodzeniem Białorusi. W zakresie zagadnień ustrojowych BChD postuluje przejście do systemu parlamentarnego. W kwestiach społecznych BChD prezentuje konserwatywne stanowisko. W kwestiach gospodarczych partia opowiada się za gospodarką wolnorynkową. W kwestiach polityki zewnętrznej ugrupowanie postuluje zmniejszenie zależności Białorusi od Rosji i, w perspektywie, członkostwo w Unii Europejskiej.